# Hemicyrthus serresii
Hemicyrthus serresii är en skalbaggsart som beskrevs av Xavier Montrouzier 1860. Hemicyrthus serresii ingår i släktet Hemicyrthus och familjen Dynastidae.
Artens utbredningsområde är Nya Kaledonien. Inga underarter finns listade i Catalogue of Life.